# Euprotomus
Euprotomus é um gênero de búzios, moluscos gastrópodes marinhos da família Strombidae.

## Espécies
Espécies do gênero Euprotomus incluem:
- Euprotomus aratrum (Röding, 1798)
- Euprotomus aurisdianae (Linnaeus, 1758)
- Euprotomus aurora Kronenberg, 2002[2]
- Euprotomus bulla (Röding, 1798)[3]
- Euprotomus chrysostomus (Kuroda, T., 1942)
- Euprotomus hawaiensis (Pilsbry, H.A., 1917, "1918")
- Euprotomus hirasei (Kuroda, T., 1942)
- Euprotomus iredalei (Abbott, R.T., 1960)
- Euprotomus vomer (Röding, P.F., 1798)

Species brought into synonymy
- Euprotomus donnellyi Iredale, 1931: synonym of Euprotomus vomer (Röding, 1798)
- Euprotomus kiwi (Bozzetti, L. & D.M. Sargent, 2011): synonym of Euprotomus vomer (Röding, 1798)